# Hemimysis serrata
Hemimysis serrata är en kräftdjursart som beskrevs av Mihai Bacescu 1938. Hemimysis serrata ingår i släktet Hemimysis och familjen Mysidae. Inga underarter finns listade i Catalogue of Life.